# Коган, Зиновий Львович
Зино́вий Льво́вич Ко́ган (6 декабря 1941, Новоалтайск — 1 мая 2020, Москва) — российский религиозный и общественный деятель, раввин, вице-президент Конгресса еврейских религиозных общин и организаций России (КЕРООР) по связям с государственными, общественными организациями.
Член Экспертной группы по совершенствованию законодательства в сфере свободы совести и религиозных объединений Экспертного совета Комитета Государственной Думы по развитию гражданского общества, вопросам общественных и религиозных объединений.

## Биография
Родился 6 декабря 1941 года в селе Чесноковка  Алтайского края в религиозной еврейской семье. В 1959 году, окончив среднюю школу в городе Днепродзержинске, поступил в Московский инженерно-строительный институт, который окончил в 1964 году.
С 1964 по 1991 год работал инженером-гидротехником в проектно-строительной организации «Гипрорыбпром». Принимал участие в строительстве портовых сооружений в бухте Камышовая (Севастополь), Керчи, Находке и Петропавловске-Камчатском. Одновременно учился на вечернем отделении философского факультета Московского государственного университета имени М. Ломоносова, который окончил в 1971 году.
Участник неофициального религиозного движения среди московских евреев. 12 июня 1967 года, после окончания шестидневной войны в Израиле, в Московской хоральной синагоге он прочел своё стихотворение, посвященное памяти погибших на этой войне. В 1971 году вместе с Зеевом Вагнером и Элиягу Эссасом организовал подпольный кружок по изучению книг Священного Писания (Танаха). В 1972 году опубликовал свои рассказы в журнале «Евреи в СССР», в серии «Библиотека Алия» и в ряде зарубежных альманахов.
Участник международных межконфессиональных конференций.
Муфтий Равиль Гайнутдин в своей резиденции наградил раввина Зиновия Когана медалью «За духовное единение».
Указом Президента РФ от 05.08.2002 N 836 «О награждении государственными наградами Российской Федерации» награждён медалью ордена «За заслуги перед Отечеством» II степени.
16 апреля 2007 награждён Русской Православной Церковью орденом Святого Благоверного князя Даниила Московского 3 степени

## Основные этапы деятельности
1975—1985 гг. — Духовная школа (ешива) Эссаса в Москве

1985 г. — член редколлегии журнала самиздат «Тарбут»

1986—1988 гг. — раввинский семинар Эрл Каплан в Лос-Анджелесе (США)

1989 г. — основал первую в СССР реформистскую общину «Гинейни» (www.gineini-cohen.ru) где опубликованы его рассказы.

1993 г. — избран председателем Российского союза объединений прогрессивного иудаизма (ныне РООПИ)

1996—1997 г. — директор благотворительного фонда «Яд-Эзра»

С 1997 года — председатель Конгресса еврейских религиозных организаций и объединений России.

С 2001 года — член президиума Российского еврейского конгресса (РЕК).

В октябре 2011 года назначен вице-президентом КЕРООР по связям с государственными, общественными и религиозными организациями.

## Награды
- медаль «За духовное единение» (2012)
- медаль ордена «За заслуги перед Отечеством» II степени
- орден Святого Благоверного князя Даниила Московского III степени.

## Семья
Женат, имел троих детей.